# Ijo del sud-est
L'ijo del sud-est és una llengua que es parla al sud de Nigèria, a la LGA de Brass, a l'estat de Bayelsa. L'ijo del sud-est és parlat pels ijaws.
L'ijo del sud-est és una llengua independent de la família lingüística de les llengües ijo, família que també està conformada per les llengües ijo orientals i les llengües ijo occidentals.

## Ús i dialectologia
L'ijo del sud-est és una llengua desenvolupada (5); gaudeix d'un ús vigorós i està estandarditzada. S'escriu en alfabet llatí i té un diccionari. La bíblia s'hi va traduir el 1956. Segons l'ethnologue el 1977 hi havia 71.500 parlants d'ijo del sud-est.
Els dialectes de l'ijo del sud-est són l'akassa (4.900 parlants), l'ijo i el nembe (66.600 parlants).

## Població i religió
El 97% dels 161.000 ijaws del sud-est són cristians; d'aquests el 70% són catòlics i el 30% són protestants. El 3% dels ijaws restants creuen en religions tradicionals africanes.